# Arctiopais melanura
Arctiopais melanura là một loài bướm đêm trong họ Noctuidae.